# Cesta česko-polského přátelství

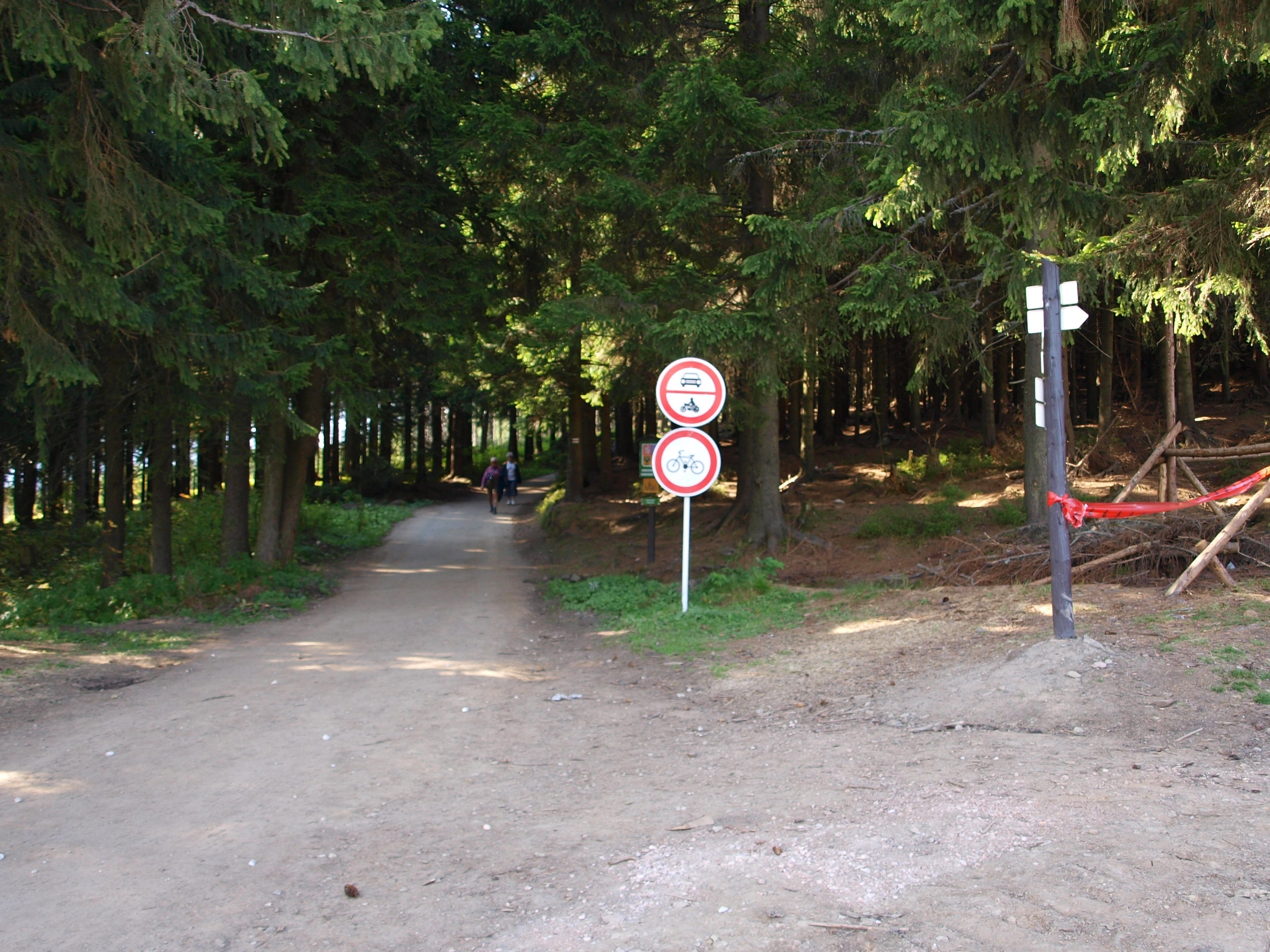
Konec cesty nedaleko Pomezních Bud

Cesta česko-polského přátelství (polsky Droga przyjaźni polsko-czeskiej) je hřebenová červeně značená turistická magistrála v Krkonoších vedoucí z rozcestí pod Tvarožníkem kolem Špindlerovy boudy přes Sněžku na Pomezní Boudy po státní hranici České republiky a Polska nebo v její blízkosti. V evidenci Klubu českých turistů má trasa číslo 0401. Ve většině trasy je vybavena jak českými směrovkami se vzdálenostmi v kilometrech, tak polskými směrovkami se vzdálenostmi v hodinách. 

## Historie
Trasa byla zřízena pod názvem Cesta československo-polského přátelství (pol. Droga Przyjaźni Polsko-Czechosłowackiej) v roce 1962 po uzavření mezinárodní smlouvy. Od roku 1981, po vyhlášení výjimečného stavu v Polsku byl volný přechod hranic na této cestě několik let uzavřen a turisté z obou stran hranic nesměli vstoupit na území druhého státu. Řada úseků Cesty československo-polského přátelství byla zaslepena nebo zcela uzavřena. V prvních měsících výjimečného stavu se dokonce nesmělo vstupovat na území druhého státu ani na Sněžce, která byla v ose státní hranice rozdělena provazem a zakázána jakákoliv komunikace s osobami na druhé straně.
V roce 1978 a pak v 80. letech využívali cestu českoslovenští a polští disdenti k vzájemnému setkávání a výměně samizdatové literatury v rámci Polsko-československá solidarity.

## Trasa

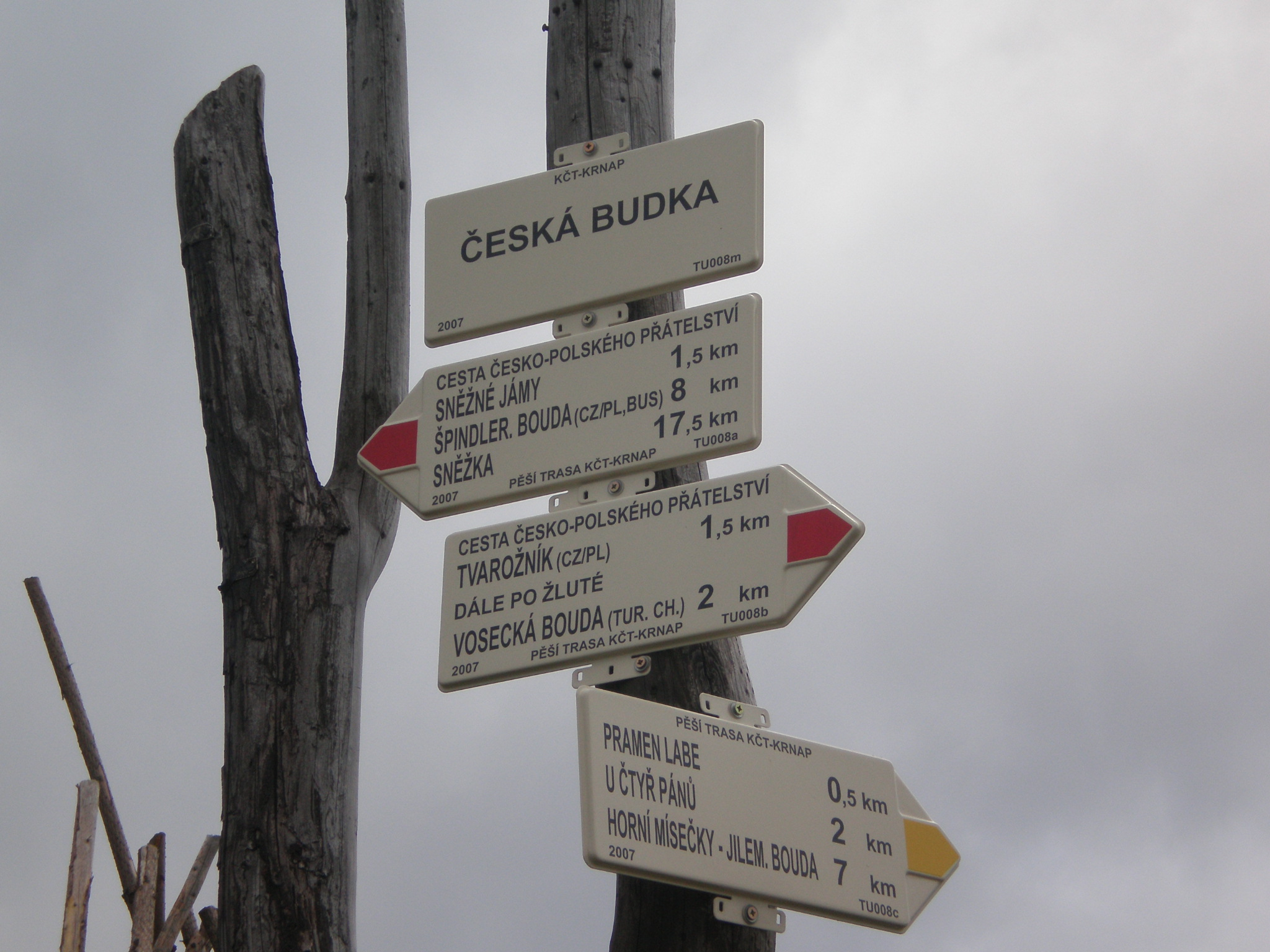
České směrovky u České budky

28 kilometrů dlouhá trasa vede z rozcestí pod Tvarožníkem po česko-polské státní hranici kolem České budky, Sněžných jam, z polské strany obchází Vysoké kolo a přes Mužské a Dívčí kameny pokračuje na Petrovu boudu a Špindlerovu boudu. Odtud stoupá úbočím Malého Šišáku a vzdaluje se od hranice do polského území ke skále Słonecznik, nad jezery Wielki a Mały Staw se pak vrací na hranici do Obřího sedla, kde se nacházela Obří bouda (v současnosti zde stojí pouze bouda Slezský dům na polské straně hranice). Přes vrchol Sněžky vede cesta dále poblíž hranice přes Svorovou horu až k hraničnímu přechodu Pomezní Boudy – v závěrečném úseku státní hranici opisuje polská modře značená trasa, zatímco červená magistrála si cestu zkracuje přes české území.